# متروی آنکارا
متروی آنکارا دارای شش خط (فعال و در حال آماده‌سازی) می‌باشد. دو خط در حال بهره‌برداری این مترو در مجموع ۲۳ کیلومتر طول دارند.
فعالیتهای عمرانی برای ایجاد خط متروی موسوم به آنکارای در سال ۱۹۹۲ برای پاسخگویی به نیازهای رو به فزونی ترافیک آنکارا آغاز شد و این خط موسوم به خط آشتی-دیکیم‌اِوی در سی آگوست سال ۱۹۹۶ مورد بهره‌برداری قرار گرفت.

## خطوط فعال

### خط آنکارای
خط متروی آنکارای هم‌اکنون دارای ۱۱ ایستگاه می‌باشد. این خط محله دیکیم‌اوی را به ترمینال مسافری بین شهری آنکارا موسوم به آشتی متصل می‌کند. ایستگاه‌های مسیر از سمت دیکیم‌اوی به آشتی عبارتند از کورتولوش، کالج، قیزیل‌آی، دمیرتپه، مال‌تپه، تاندوغان، بش‌اِولِر، باغچه‌لی اِولِر و اِمِک

### خط قیزیل‌آی- باتی‌کنت
این خط، میدان قیزیل‌آی (میدان مرکزی آنکارا) را به منطقه باتی‌کنت وصل می‌کند.
ایستگاه‌های این خط از مسیر قیزیل‌آی به سمت باتی‌کنت عبارتند از صحیه، اولوس، مرکز فرهنگی آتاترک، آک کؤپرو، ایوه‌دیک، دِمِت‌اِولِر، هاستانه، ماجون‌کؤی و اُستیم،

## نگارخانه

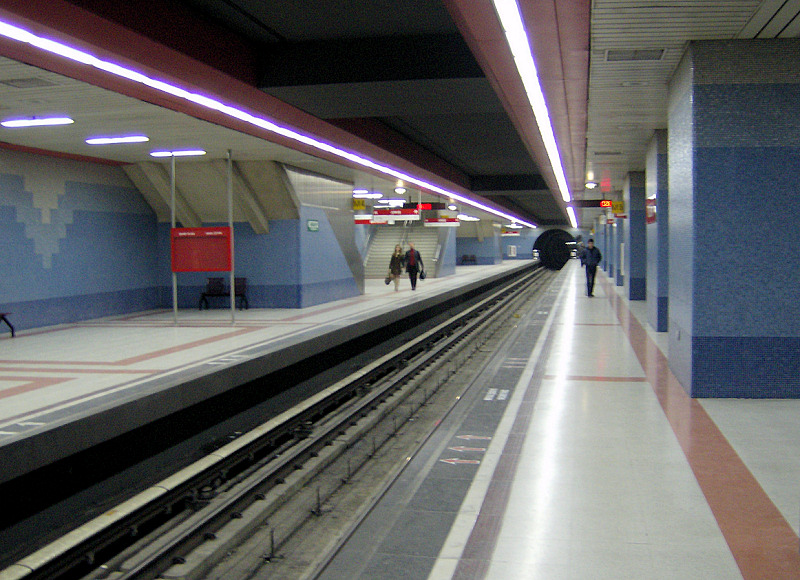
ایستگاه قیزیل آی
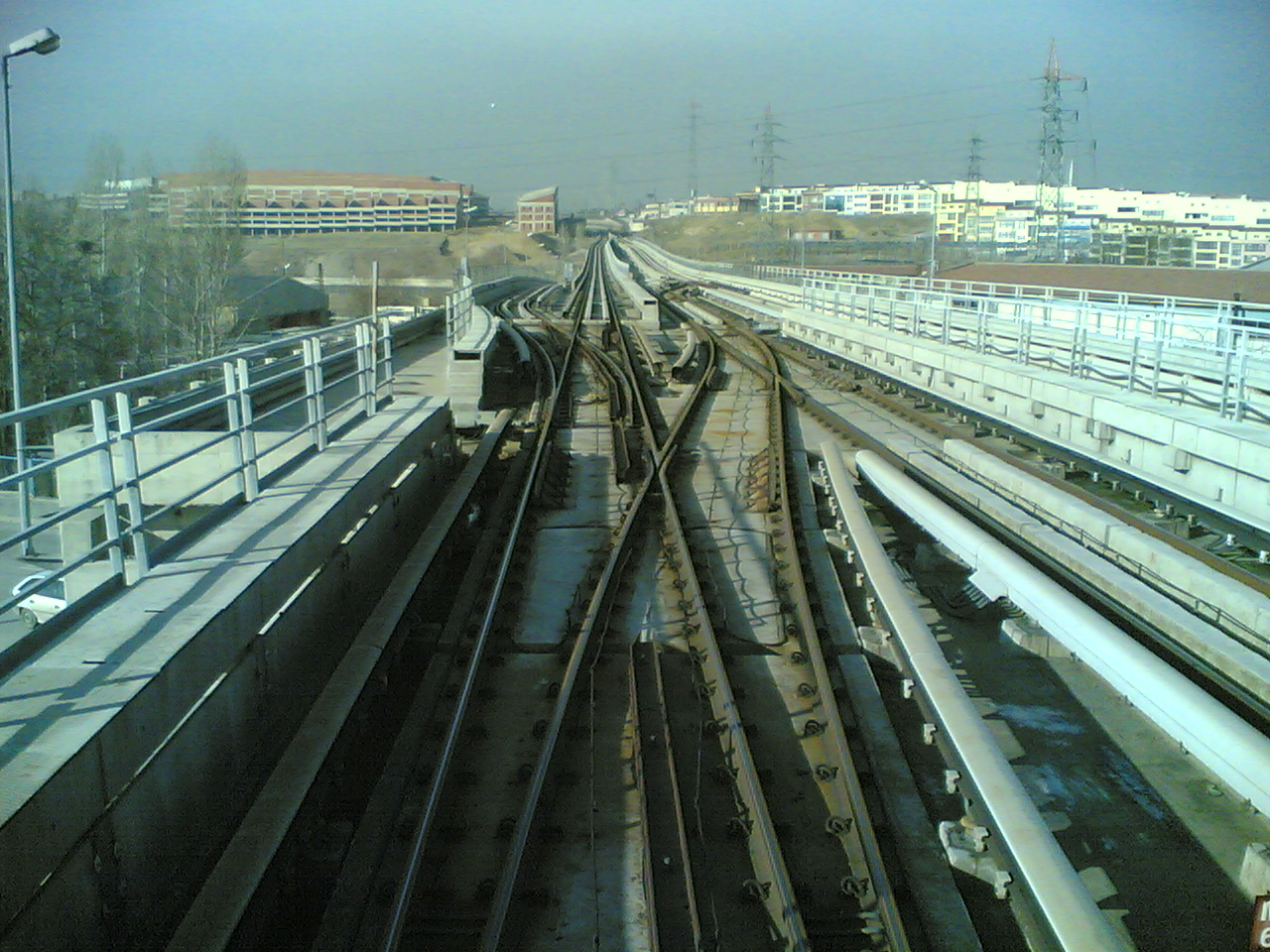
متروی آنکارا